# Cours-la-Ville
Cours-la-Ville is een voormalige gemeente in het Franse departement Rhône in de regio Auvergne-Rhône-Alpes en telt 4241 inwoners (1999). De plaats maakt deel uit van het arrondissement Villefranche-sur-Saône.

## Geschiedenis
De gemeente Cours-la-Ville ontstond in 1974 door de fusie van de toenmalige gemeenten Cours en La Ville. In 2016 is deze gemeente gefuseerd met de andere gemeenten Pont-Trambouze en Thel tot de commune nouvelle Cours.

## Geografie
De oppervlakte van Cours-la-Ville bedraagt 19,5 km², de bevolkingsdichtheid is 217,5 inwoners per km².
De onderstaande kaart toont de ligging van Cours-la-Ville met de belangrijkste infrastructuur en aangrenzende gemeenten.

## Demografie
Onderstaande figuur toont het verloop van het inwonertal (bron: INSEE-tellingen).